# Aubrée de Buonalbergo
Aubrée de Buonalbergo (Alberada ou Alverada), née vers 1033 et morte après 1111, est la première femme de Robert Guiscard, qui l’épouse en 1051/52. Elle est la tante d’un baron normand d'Apulie, Girard de Buonalbergo, chef normand au service des Lombards de Bénévent. Pour son mariage avec Guiscard, elle amène en dot environ deux cents chevaliers normands et donne au moins deux enfants à Guiscard : une fille, Emma (mère de Tancrède de Hauteville, l'un des héros de la première croisade) et le célèbre Bohémond. 
En 1058, elle est répudiée, officiellement pour une raison de parenté trop rapprochée avec son époux. Officieusement, ce dernier, devenu comte de Melfi et d'Apulie (1057), puis duc d'Apulie, de Calabre et de Sicile (1059), souhaite s'allier à un illustre lignage lombard, comme l’ont fait précédemment avant lui ses frères aînés, en épousant des princesses appartenant à la vieille noblesse lombarde d'Italie méridionale.
Aubrée de Buonalbergo vivait encore après 1111, année de la mort de son fils Bohémond, indiqué comme étant mort dans l'inscription de sa tombe, car  malgré sa répudiation, elle est inhumée auprès de la sépulture familiale des Hauteville, dans l'abbatiale de la Trinité à Venosa, dans la région de Melfi. 
Son tombeau est le seul qui soit parvenu intact jusqu'à notre époque.

## Ascendance